# Diprionomys
Diprionomys és un gènere extint de mamífers rosegadors de la família dels heteròmids que visqueren a Nord-amèrica durant el Miocè, fa entre 9,4 i 16,3 milions d'anys. Se n'han trobat restes fòssils a Califòrnia, Nebraska, Nevada, Oregon i Utah (Estats Units). Hi ha opinions discrepants sobre si formen part de la subfamília dels heteromins o no. Les dents postcanines tenen la corona un xic més alta que en Metaliomys. Les dents premolars tenen la morfologia típica dels heteromins. El nom genèric Diprionomys significa ‘ratolí de doble serra’.